# Hacıömerler, Lapseki
Hacıömerler là một xã thuộc huyện Lapseki, tỉnh Çanakkale, Thổ Nhĩ Kỳ. Dân số thời điểm năm 2011 là 45 người.